# Estrella Morente
Estrella Morente (Granada, 14 agosto 1980) è una cantante spagnola, figlia del noto cantante di flamenco Enrique Morente e della danzatrice Aurora Carbonell.
È nota principalmente per l'interpretazione del brano Volver di Carlos Gardel, realizzato come flamenco e presente nella colonna sonora del film Volver - Tornare di Pedro Almodóvar, all'interno del quale viene interpretato in playback da Penelope Cruz.

## Biografia
Ha iniziato l'attività all'età di sette anni insieme a suo padre e ha registrato il primo album nel 2001, Mi cante y un poema, seguito nello stesso anno da Calle del Aire, che ha registrato un buon successo tra gli estimatori del flamenco. Il terzo album, Mujeres, è stato prodotto e pubblicato nel 2006, anno in cui diventa popolare a livello internazionale per la presenza di una sua versione del classico di Carlos Gardel, Volver, nell'omonimo film di Pedro Almodóvar con Penelope Cruz, cui segue la pubblicazione del suo primo DVD, Casacueva y scenario.
Nel 2012 pubblica Autorretrato che vede la collaborazione con Pat Metheny nel brano Find Me in Your Dreams. Seguono poi Amor en paz (2014), Copla (2019) e Leo (2021)
È spostata dal 14 dicembre 2001 con il torero Javier Conde.

## Discografia

### Album

#### Studio
- 2001 - Mi cante y un poema
- 2001 - Calle dal aire
- 2006 - Mujeres
- 2012 - Autorretrato
- 2014 - Amor en paz
- 2019 - Copla
- 2021 - Leo

#### Raccolte
- 2016 - 15 años con Estrella

### DVD
- 2007 - Casacueva y scenario